# Carex hongnoensis
Carex hongnoensis är en halvgräsart som beskrevs av Augustin Abel Hector Léveillé. Carex hongnoensis ingår i släktet starrar, och familjen halvgräs. Inga underarter finns listade i Catalogue of Life.